# کوئین گیت (پنسیلوانیا)
کوئین گیت (به انگلیسی: Queens Gate) یک منطقهٔ مسکونی در ایالات متحده آمریکا است که در شهرستان یورک، پنسیلوانیا واقع شده‌است. کوئین گیت ۱٫۵ کیلومتر مربع مساحت و ۱٬۴۶۴ نفر جمعیت دارد.